# Kirat
I Kirt o Kirati, che significa popolo con natura da Leone, deriva dalle due parole Kira, Leone e Ti, popolo.
Ci si riferisce al Gruppo Kirati o alla confederazione Kirati che include anche i gruppi etnici Limbu, Rai, Yakkha e Sunuwar del Nepal.
Furono i primi abitanti del Nepal. I gruppi etnici Dhimal, Hayu, Koch, Thami, Tharu, Chepang, e Surel sono considerati essi stessi dei discendenti dei Kirati.
Parlano le lingue kiranti, famiglia delle lingue tibeto-birmane. Seguono la religione del Kirant Mundhum detta anche Kirat Veda.